# سنديان كبير الثمار
سنديان كبير الثمار أو الثمر (الاسم العلمي: Quercus macrocarpa)، نوع نبات من جنس السنديان وفصيلة الزانية. مواطنه في أمريكا الشمالية في شرق ووسط الولايات المتحدة وشرق ووسط كندا.